# Christian Friedrich Carl zu Castell-Remlingen

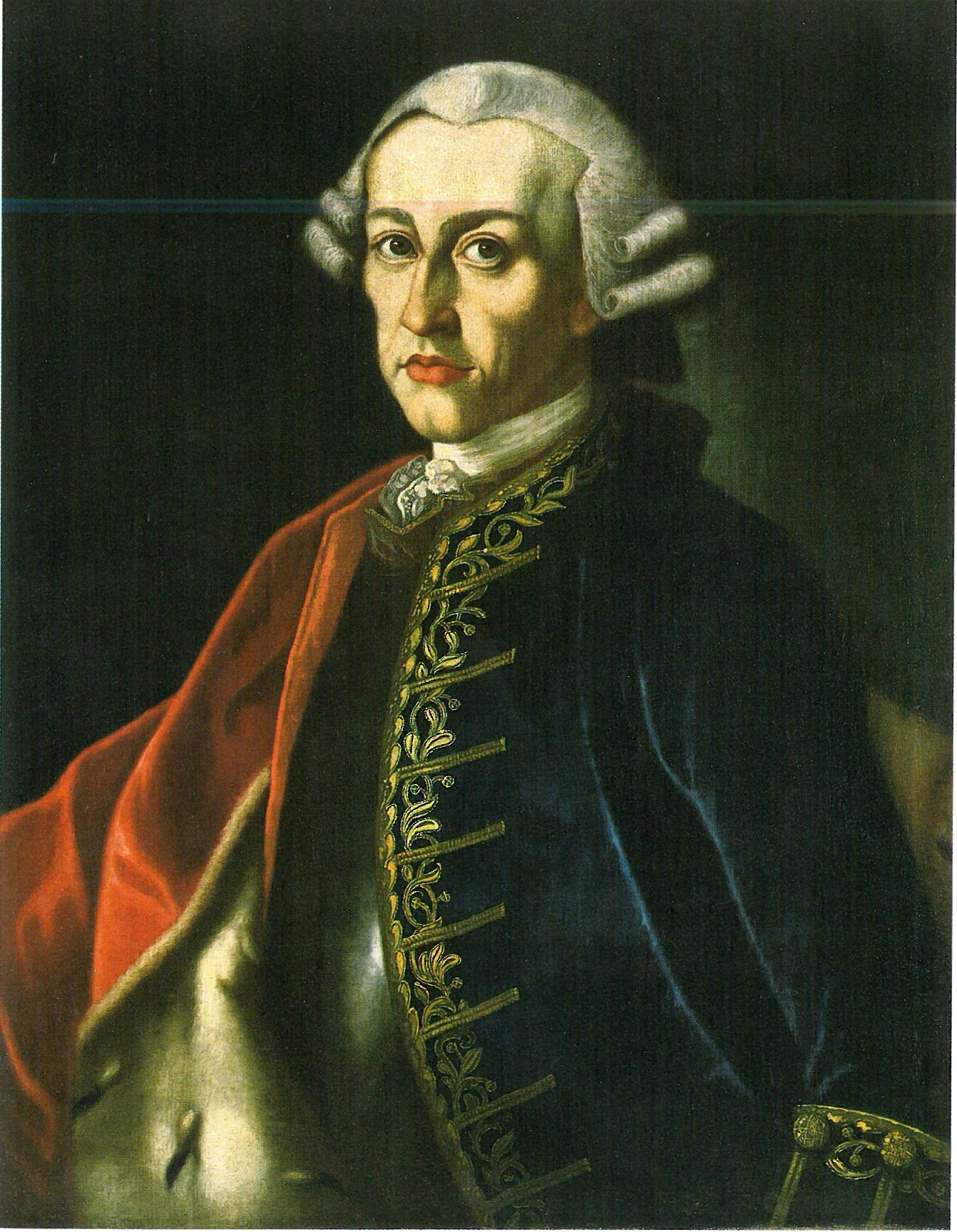
Der Graf auf einem Ölbild um 1770

Christian Friedrich Carl Graf und Herr zu Castell-Remlingen (auch Christian Friedrich Karl; * 26. Februar 1730 in Castell; † 15. Oktober 1773 ebenda) war von 1735 bis 1773 Herrscher der Grafschaft Castell.

## Die Grafschaft vor Christian Friedrich Carl
Vor der Herrschaft des Grafen Wolfgang Christian Friedrich Carl stand in Castell die Spaltung in zwei Linien, die im Laufe des 16. Jahrhunderts vollzogen worden war. Die Grafen von Castell-Rüdenhausen hatten ihre Residenzen in Wiesenbronn und Rüdenhausen, während ihre Verwandten der Grafen von Castell-Remlingen in Castell und Remlingen saßen. Hierdurch war das Herrschaftsgebiet gespalten und dem Dreißigjährigen Krieg des 17. Jahrhunderts noch schutzloser ausgeliefert.
Die Generation, die während des Krieges geboren worden war, forcierte den Wiederaufbau der zerstörten Gebiete und begann auch die repräsentativen Schlossbauten zu erneuern. Außerdem begann man einige verwalterische Aufgaben in größeren Herrschaften der Umgebung zu übernehmen. Unter den direkten Vorgängern des Grafen teilte man die Grafschaft Castell-Remlingen in vier Landesportionen auf.

## Leben
Christian Friedrich Carl wurde am 26. Februar 1730 in Castell als erstgeborener Sohn von Graf Wolfgang Georg II. und seiner Gemahlin Friederika, geborene Gräfin zu Ortenburg, geboren. Drei weitere Söhne des Vaters verstarben bereits im Kindesalter, sodass der junge Graf mit vier Schwestern aufwuchs. Nach dem frühen Tod des Vaters 1735 kam Christian Friedrich Carl im Jahr 1736 unter die Vormundschaft seiner Mutter, sowie des Grafen Hektor Wilhelm von Kornfall und Philipp Heinrich zu Hohenlohe-Ingelfingen.
Im Jahr 1752 wurde der Graf von Kaiser Franz I. Stephan für volljährig erklärt. Nun übernahm er die Regierung der Grafschaft in Castell. Im Jahr 1762 erbte er die Besitzungen seines Vetters Christian Adolf Friedrich Gottlieb. 1767 erhielt er außerdem das Erbe des Onkels August Franz Friedrich. Als 1772 sein jüngster Onkel Ludwig Friedrich verstarb, war der gesamte castellisch-remlingische Besitz in der Hand des Grafen vereint. Graf Christian Friedrich Carl starb am 15. Oktober 1773 in Castell.

## Ehe und Nachkommen
Graf Christian Friedrich Carl ehelichte am 25. Oktober 1761 in Rüdenhausen seine entfernte Verwandte Katharina Hedwig Gräfin zu Castell-Rüdenhausen. Mit ihr hatte er vier Kinder, von denen jedoch nur zwei das Erwachsenenalter erreichten. Als Nachfolger wurde Albrecht Friedrich Karl aufgebaut.
- Albrecht Friedrich Carl (* 2. Mai 1766 in Remlingen; † 11. April 1810 in Castell)
- Christian Ludwig Ferdinand (* 14. April 1768 in Rüdenhausen; † 16. Dezember 1768 in Remlingen)
- Karoline (* 22. April 1770 in Rüdenhausen; † 19. Mai 1771 in Remlingen)
- Christian Friedrich (* 21. April 1772 in Remlingen; † 28. März 1850 in Rüdenhausen)[3]